# Dorothy Dwan
Dorothy Dwan (26 de abril de 1906 – 17 de marzo de 1981) fue una actriz cinematográfica de nacionalidad estadounidense, activa en la época del cine mudo, y que a lo largo de su carrera entre 1922 y 1930 actuó en 39 producciones.

## Biografía
Su verdadero nombre era  Dorothy Ilgenfritz, y nació en Sedalia, Misuri. Debutó en el cine a los 16 años de edad y, tras algunos papeles de reparto, dio la réplica a Larry Semon en 1924 en dos de sus cortometrajes.
En 1925 compartió escena en varias ocasiones con Semon, y fue la protagonista de The Wizard of Oz. Ese mismo año Dwan se divorció de su pareja para casarse con Larry Semon.
En los años siguientes llegó a ser una actriz de primer orden actuando en westerns junto a Tom Mix o Tim McCoy, aunque su carrera fue efímera. Larry Semon falleció en 1928, y la actriz dejó de rodar en 1930.
Dorothy Dwan falleció en 1981 en Ventura, California, a causa de un cáncer de pulmón. Tenía 74 años de edad. Se había casado tres veces, y tenía un hijo, Paul, fruto de su matrimonio con Paul Northcutt Boggs Jr.

## Filmografía
| - 1922 The Silent Vow, de William Duncan - 1924 Those Who Dance, de Lambert Hillyer - 1924 The Enemy Sex, de James Cruze - 1924 Sinners in Silk, de Hobart Henley - 1924 Her Boy Friend, de Larry Semon y Noel M. Smith - 1924 Kid Speed, de Larry Semon y Noel M. Smith - 1924 Breed of the Border, de Harry Garson - 1925 My Best Girl, de Larry Semon - 1925 The Parasite, de Louis J. Gasnier - 1925 The Wizard of Oz, de Larry Semon - 1925 The Dome Doctor, de Larry Semon - 1925 The Cloudhopper, de Larry Semon, Stephen Roberts y Norman Taurog - 1925 Bashful Buccaneer, de Harry Joe Brown - 1925 The Perfect Clown, de Fred C. Newmeyer - 1926 Stop, Look and Listen, de Larry Semon - 1926 Perils of the Coast Guard, de Oscar Apfel - 1926 The Dangerous Dude, de Harry Joe Brown - 1926 The Call of the Klondike, de Oscar Apfel - 1926 The Great K & A Train Robbery, de Lewis Seiler - 1926 A Captain's Courage, de Louis Chaudet | - 1926 The Canyon of Light, de Benjamin Stoloff - 1927 McFadden's Flats, de Richard Wallace - 1927 Hills of Kentucky, de Howard Bretherton - 1927 The Princess on Broadway, de Dallas M. Fitzgerald - 1927 Spuds, de Edward Ludwig - 1927 The Land Beyond the Law, de Harry Joe Brown - 1927 Tumbling River, de Nick Grinde - 1927 Silver Valley, de Benjamin Stoloff - 1928 Square Crooks, de Lewis Seiler - 1928 Riders of the Dark, de Nick Grinde - 1928 The Virgin Queen, de Roy William Neill - 1928 Obey Your Husband, de Charles J. Hunt - 1928 Out with the Tide, de Charles Hutchison - 1929 The Devil Bear, de Louis Chaudet - 1929 The California Mail, de Albert S. Rogell - 1929 The Peacock Fan, de Phil Rosen - 1929 The Drifter, de Robert De Lacey - 1930 Hide-Out, de Reginald Barker - 1930 The Fighting Legion, de Harry Joe Brown |